# Siege Perilous
Albums de Kamelot
Dominion (album)
(1996) The Fourth Legacy
(1999)
Siege Perilous est le troisième album du groupe Kamelot sorti en 1998.
Les chansons ont été écrites par Roy Khan et Thomas Youngblood.

## Liste des chansons
1. Providence - 5:37
2. Millenium - 5:17
3. King's Eyes - 6:14
4. Expedition - 5:43
5. Where I Reign - 6:00
6. Parting Visions - 5:05
7. Once A Dream - 3:36
8. Rhydin - 4:26
9. Irea - 4:34
10. Siege - 4:20